# Буди-Хойнацькі
Буди-Хойнацькі (пол. Budy Chojnackie) — село в Польщі, у гміні Ковеси Скерневицького повіту Лодзинського воєводства.
Населення — 48 осіб (2011).

## Демографія
Демографічна структура станом на 31 березня 2011 року:
|          | Загалом | Допрацездатний вік | Працездатний вік | Постпрацездатний вік |
| -------- | ------- | ------------------ | ---------------- | -------------------- |
| Чоловіки | 25      | 5                  | 18               | 2                    |
| Жінки    | 23      | 1                  | 10               | 12                   |
| Разом    | 48      | 6                  | 28               | 14                   |